# Frelenberg
Frelenberg is een voormalig kerkdorp in en stadsdeel van de gemeente Übach-Palenberg.

## Bezienswaardigheden
- De oude Sint-Dionysiuskerk werd gesticht in de 12e of 13e eeuw door de heren van Frelenberg. Van de huidige kerk zijn de oudste delen van de 15e en 16e eeuw. Delen van de muren zijn nog in breuksteen. Deze kleine zaalkerk werd in de 17e eeuw naar het westen uitgebreid en van een toren voorzien. Dit is een lage vierkante toren. In 1826 werd een nieuw koor aangebouwd. Het kerkhof heeft graven die teruggaan tot 1614. In 1960 werd de nieuwe parochiekerk ingewijd en in 1967 werd de oude kerk een mortuarium.
- De nieuwe Sint-Dionysiuskerk, gebouwd van 1958-1960, sobere modernistische bakstenen kerk met losstaande vierkante, taps toelopende toren.
- Evangelische Christuskerk, gebouwd in 1953. Eenvoudig gebouw onder zadeldak, met dakruiter. Naast de kerk bevindt zich een stalen klokkenstoel met klok.
- Kasteel Zweibrüggen (Schloss Zweibrüggen) in het Wormdal, omgracht herenhuis. In 1649 gebouwd op middeleeuwse fundamenten (1341). In 1788 in de huidige vorm, een classicistisch herenhuis.
- Watermolen op de Worm te Zweibrüggen.

## Natuur en landschap
Frelenberg ligt in het dal van de Worm, op een hoogte van ongeveer 100 meter. Ten oosten van Frelenberg ligt een grote grindgroeve. Noordelijk en zuidelijk van Frelenberg is verstedelijkt gebied (Geilenkirchen respectievelijk Übach-Palenberg).

## Nabijgelegen kernen
Palenberg, Teveren, Übach, Geilenkirchen
Boscheln · Frelenberg · Holthausen · Marienberg · Palenberg · Rimburg · Scherpenseel · Siepenbusch · Stegh · Übach · Windhausen · Zweibrüggen

Kreis Heinsberg · Regierungsbezirk Keulen · Noordrijn-Westfalen